# Tabernas de Isuela
Tabernas de Isuela (Tabiernas d'Isuela en aragonés) es una localidad incorporada al municipio español de Huesca, situado por tanto en la comarca aragonesa de la Hoya de Huesca. El pueblo está situado a una distancia aproximada de 10,5 km al sur de Huesca capital.

## Geografía
Está situado a 392 m de altitud. Su población en 2011 es de 42 habitantes. Se puede llegar a Tabernas de Isuela a través de la carretera A-1212.

## Demografía
| Gráfica de evolución demográfica de Tabernas de Isuela entre 1842 y 1970 |
| |
| Población de derecho según los censos de población del INE Población de hecho según los censos de población del INEEntre el censo de 1857 y el anterior, crece el término del municipio porque incorpora a Buñales Entre el censo de 1981 y el anterior, este municipio desaparece porque se integra en el municipio Huesca |

## Lugares de interés

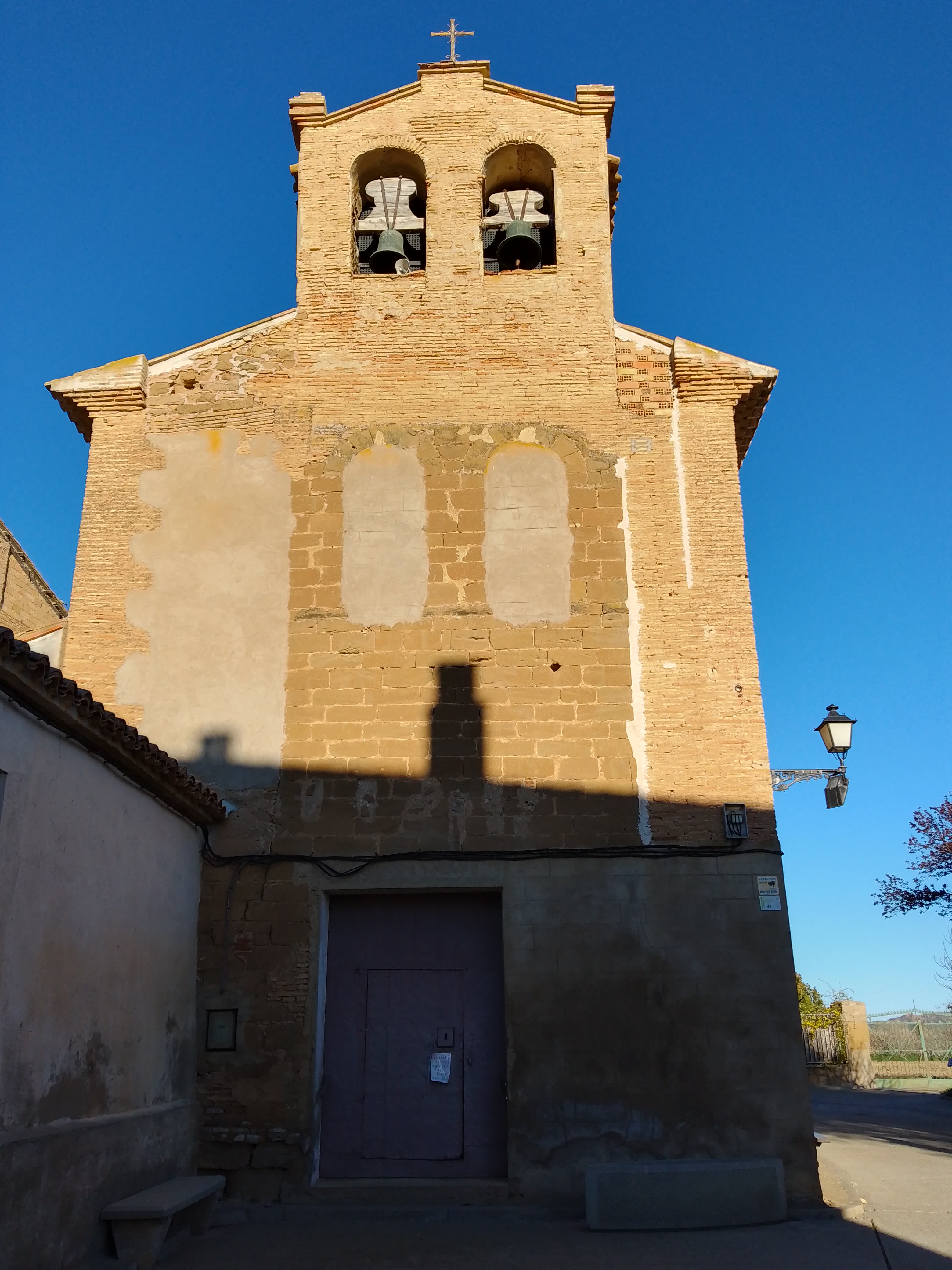
Iglesia de San Martín de Tours

Su iglesia parroquial dedicada a San Martín de Tours era románica pero se ha transformado tanto que apenas queda algún vestigio de ello. También existe en las proximidades del pueblo una ermita dedicada a Santa Quiteria.

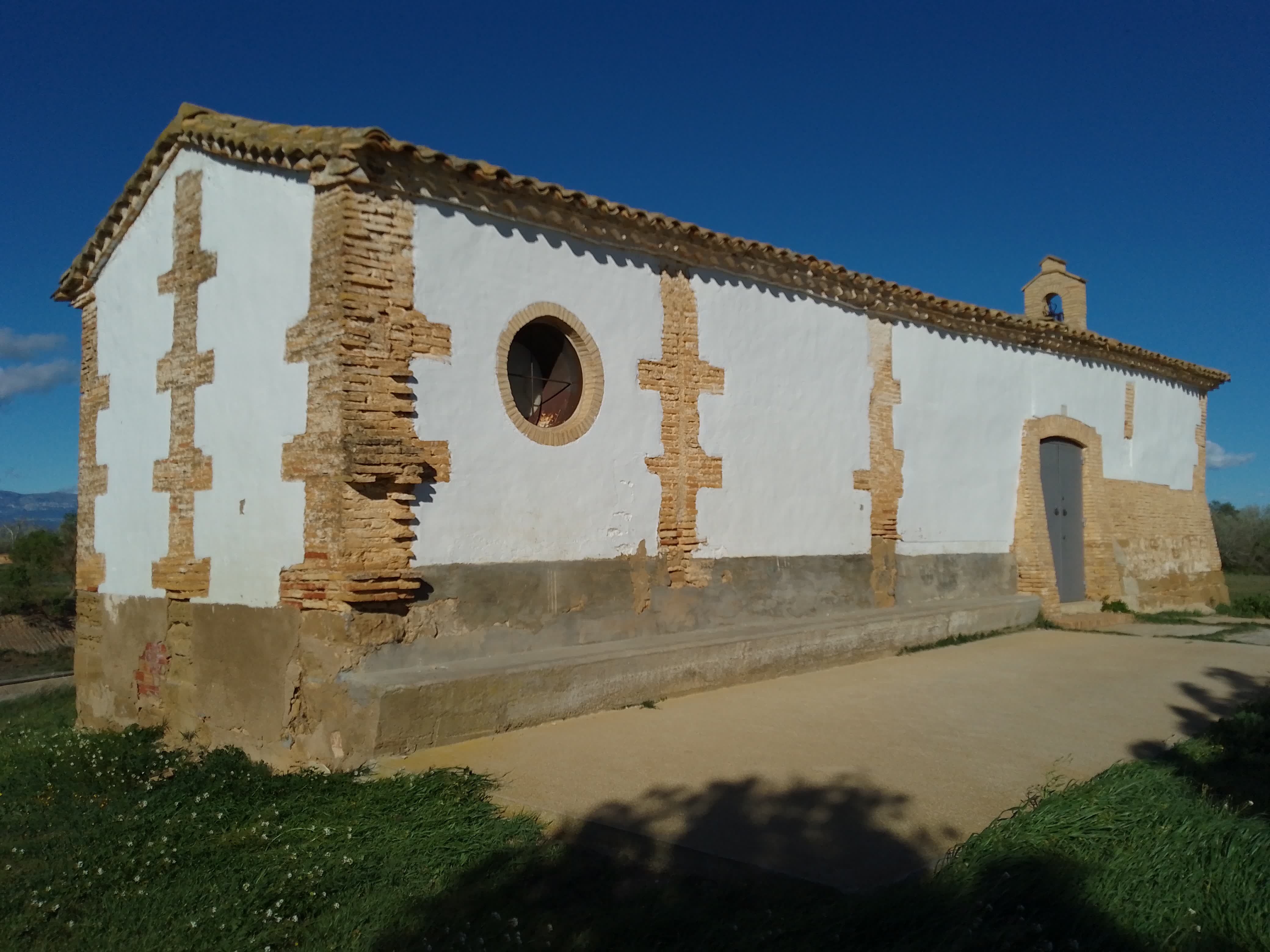
Ermita de Santa Quiteria

## Festividades
- Fiesta mayor: 11 de noviembre San Martín de Tours
- Fiesta pequeña: 22 de mayo Santa Quiteria